# Titus Channer
Titus Jackson Channer (Kinross, 4 febbraio 1973) è un ex cestista canadese.

## Carriera
Con il Canada ha disputato i Campionati mondiali del 2002.